# Nzalat Laadam
Nzalat Laadam (en àrab انزالت لعظم, Inzālat Lʿaẓam; en amazic ⵏⵣⴰⵍⵜ ⵍⵄⴹⵎ) és una comuna rural de la província de Rehamna, a la regió de Marràqueix-Safi, al Marroc. Segons el cens de 2014 tenia una població total de 14.838 persones.